# Робен Ріссе
Робен Ріссе Біркель (2 грудня 2004) — французький футболіст, воротар, клубу «Ред Стар», орендований у клуба «Страсбург».

## Рання кар'єра
Ріссе народився в Кольмарі, розпочав свою юнацьку кар'єру в ФК «Беннвір». У 2015 році він перейшов до клубу «Кольмар», а у 2017 році приєднався до клубу «Страсбурга».

## Клубна кар'єра
Ріссе був переведений у першу команду «Страсбурга» на сезон Ліги 2 2022–23 років, ставши третім воротарем.
7 липня 2023 року Ріссе перейшов у «Діжон», який виступає в Національному чемпіонаті, на правах оренди на один сезон. Він був обраний першим воротарем команди на весь сезон. 11 серпня 2023 року дебютував у першому матчі сезону, зігравши в безгольову нічию з «Руаном».
28 листопада 2024 року Ріссе перейшов у клуб Ліги 2 «Ред Стар» на правах оренди.

## Кар'єра у збірній
Ріссе грав за Францію в кількох юнацьких збірних, зокрема у збірних Франції U16, Франції U18 та Франції U19. У серпні 2023 року він отримав свій перший виклик до складу збірної Франції до 21 року. 26 червня 2024 року він знявся зі складу збірної Франції на літніх Олімпійських іграх 2024 року через травму ліктя, і його замінив Тео Де Персен.